# John Taras
John Taras (New York, 18 aprile 1919 – New York, 2 aprile 2004) è stato un danzatore, coreografo e maestro di balletto di rilievo, di nazionalità statunitense.

## Primi anni e formazione
Nato nella Lower East Side di New York City da genitori ucraini, fu mandato all'età di 16 anni a studiare danza classica con Michel Fokine, Anatole Vilzak, Pierre Vladimiroff e Ludmila Shollar e più tardi alla School of American Ballet.

## Carriera
Apparve per la prima volta professionalmente con Opera on Tour per la quale Fokine aveva organizzato la danza.
Si esibì alla Fiera mondiale di New York del 1939 col Ballet Caravan al Ford Pavilion ed entrò al Philadelphia Ballet di Catherine Littlefield per un tour del 1941 negli stati del sud e nel 1942 si esibì nel revival di Broadway di A Kiss for Cinderella di J. M. Barrie. Girò poi il Sud America con l'American Ballet Caravan.
Taras entrò a far parte del Ballet Theatre nel 1942 e divenne un solista. Ha provato i balletti di Lichine, de Mille, Nijinska, Balanchine e Tudor e nel 1946 coreografò il suo primo balletto, Graziana.
Ballò nella stagione 1947 con la Markova-Dolin Company alla Chicago Civic Opera e produsse Camille di Wassily de Basil per l'Original Ballet Russe con Alicia Markova e Anton Dolin come protagonisti. Taras fu ballerino principale nella compagnia di de Basil e regista per le stagioni del Covent Garden e Parigi. Produsse The Minotaur per la Ballet Society quell'anno. Nel 1949 coreografò per i Ballets des Champs-Élysées sperimentali.
Taras mise in scena la Spring Symphony per il San Francisco Ballet e Designs with Strings su musica di Čajkovskij per il Metropolitan Ballet di Edimburgo nel 1948. Da allora fino al 1959 fu coreografo e maestro di danza per il Grand Ballet du Marquis de Cuevas. Tra i balletti che realizzò per quella compagnia fu Piège de Lumière del 1952 (che rimaneggiò per il New York City Ballet nel 1964). Coreografò  Fanfare for a Prince come pièce d'occasion all'Opera di Monte-Carlo per il matrimonio del 1956 del Principe Ranieri e Grace Kelly.
Balanchine invitò Taras ad inscenare La Sonnambula al New York City Ballet nel 1959, dove lavorò come coreografo e maestro di danza fino al 1984; tra le sue opere per il City Ballet ci sono Ebony Concerto, Concerto for Piano and Winds, Scenes de Ballet, Song of the Nightingale e Persiphone per i festival Stravinsky; Daphnis e Chloe per il festival Ravel del 1975 e Souvenir de Florence per il festival Tchaikovsky del 1981. Il suo balletto di Stravinskij del 1963, Arcade fu il primo ruolo di Suzanne Farrell, nel ruolo della giovane ragazza la cui storia d'amore in erba con Arthur Mitchell viene distrutta da un gruppo di accompagnatori.
È stato maestro di ballo del Paris Opera Ballet dal 1969 al 1970, direttore artistico della Deutsche Oper Ballet di Berlino Ovest dal 1970 al 1972, ha messo in scena La sagra della primavera alla Scala di Milano per Natalija Makarova, e Illuminations di Sir Frederick Ashton per il Joffrey Ballet e il Royal Ballet, Covent Garden.
Taras ha messo in scena la sua versione di The Firebird per il Dance Theatre of Harlem, che fu visto nel live show Kennedy Center Tonight della PBS e provò i balletti di Balanchine per le maggiori compagnie, incluso il primo balletto di Balanchine mai eseguito al Balletto del Bol'šoj, a Mosca, nel gennaio 1991, come parte della celebrazione del centenario di Sergej Prokof'ev. Michail Baryšnikov gli chiese nel 1984 di entrare a far parte dell'American Ballet Theatre come direttore associato.

### Recensioni
- John Martin, Recensione di Tender Night, in The New York Times, 5 dicembre 1960.
«"Tender Night" fu prodotto per la prima volta senza un titolo specifico, poi intitolato Argentina, come parte del programma "Panamerica" della scorsa stagione»
- Clive Barnes, Recensione di Firebird, in The New York Times, 13 marzo 1971.
- John J. Connor, Recensione di Firebird, in The New York Times, 5 maggio 1982.

| Controllo di autorità | VIAF (EN) 17426406 · ISNI (EN) 0000 0000 2628 3230 · LCCN (EN) n83039842 · GND (DE) 1193182921 · BNF (FR) cb14059703w (data) · J9U (EN, HE) 987007401217705171 |